# Machinostroïteleï (métro d'Iekaterinbourg)
Machinostroïteleï (en russe : Машиностроителей et en anglais : Mashinostroiteley) est une station de la ligne 1 du métro d'Iekaterinbourg.
Mise en service en 1991, elle est desservie par les rames de la ligne 1.

## Situation sur le réseau

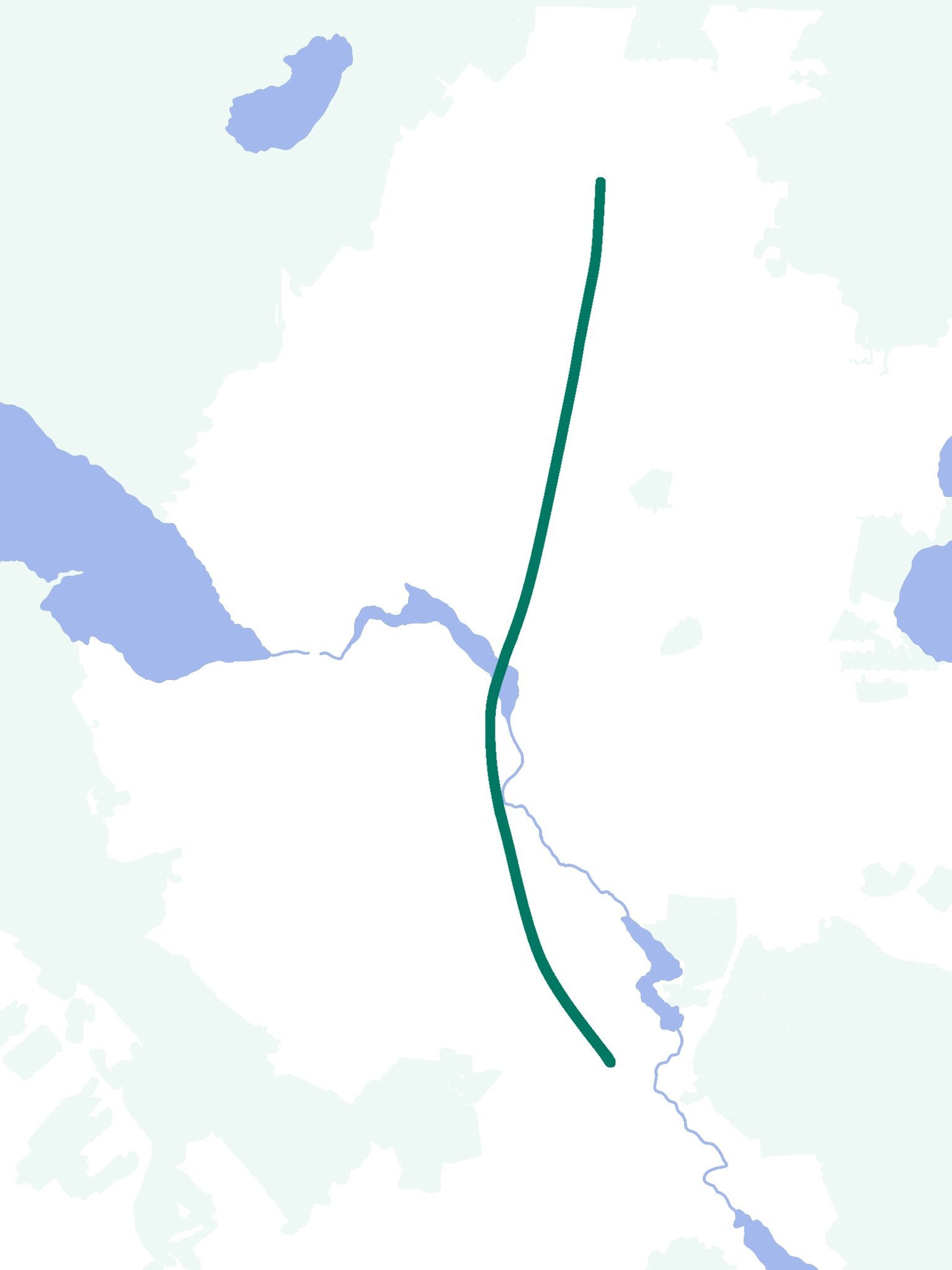
Plan du métro (2019).

Établie en souterrain, la station Machinostroïteleï, est une station de passage de la ligne 1 du métro d'Iekaterinbourg. Elle est située entre la station Ouralmach, en direction du terminus nord Prospekt Kosmonavtov, et la station Ouralskaïa, en direction du terminus sud, Botanitcheskaïa.
Elle dispose d'un quai central encadré par les deux voies de la ligne.

## Histoire
La station Machinostroïteleï est mise en service le 27 avril 1991. La station est due aux architectes N. Koudinova et aux artistes céramistes S. Pauos.

## Services aux voyageurs

### Desserte
Machinostroïteleï est desservie par les rames de la ligne 1.